# Anaea cluvia
Anaea cluvia is een vlinder uit de familie van de Nymphalidae. De wetenschappelijke naam van de soort is voor het eerst geldig gepubliceerd in 1874 door Carl Heinrich Hopffer.